# Rancho Santa Fe
Rancho Santa Fe è un sobborgo residenziale di San Diego nella Contea di San Diego, California, USA. Secondo i dati del 2000 la popolazione è di circa 3 200 abitanti.